# Anthology 2
《Anthology 2》은 비틀즈의 컴필레이션 음반으로, 1996년 3월 18일 애플 레코드가 《비틀즈 앤솔로지》 시리즈의 일부로 발매했다. 이 음반은 1965년 《Help!》를 위한 세션에서부터 1968년 2월 인도 여행 직전 세션에 이르기까지 다양한 공연과 공연들을 담고 있다. 이것은 《Anthology 1》과 《Anthology 3》가 수록된 음반 3부작 중 두 번째인데, 이 음반들은 모두 TV로 방영된 《비틀즈 앤솔로지》와 관련이 있다. 오프닝 트랙은 밴드 해체 후 처음으로 비틀즈를 재결합시킨 두 개의 음반 중 두 번째인 〈Real Love〉이다. 이전 음반과 마찬가지로 이 음반은 빌보드 200 음반 차트 1위를 차지했으며 미국 음반 산업 협회로부터 4x 플래티넘 인증을 받았다.
《Anthology》 음반은 2011년 6월 14일에 디지털로 재 저장되어 아이튠즈 스토어에서 개별적으로 그리고 《앤솔로지 박스 세트》의 일부로 제공되었다.